# Mitch Keller
Mitch Thomas Keller (Cedar Rapids, 4 aprile 1996) è un giocatore di baseball statunitense, che gioca nel ruolo di lanciatore per i Pittsburgh Pirates della Major League Baseball (MLB).